# RWL Luftfahrtgesellschaft
RWL German Flight Academy GmbH (ehemals RWL Luftfahrtgesellschaft) ist eine deutsche Fluggesellschaft und Flugschule mit Sitz in Mönchengladbach und Basis auf dem Verkehrslandeplatz Mönchengladbach. RWL steht für Rheinisch-Westfälische Luftfahrtgesellschaft.

## Unternehmen
RWL wurde 1972 gegründet und betreibt Rundflüge sowie eine Flugschule mit Simulatorzentrum. In der Vergangenheit wurden auch Charterflüge angeboten.

## Flotte
Mit Stand Juli 2023 besteht die Flotte der RWL aus 17 Flugzeugen:
| Flugzeugtyp                | Anzahl | bestellt | Anmerkungen |
| -------------------------- | ------ | -------- | ----------- |
| Aquila A 210               | 04     |          |             |
| Piper PA-28-161 Cadet      | 07     |          |             |
| Piper PA-28R-201 Arrow III | 03     |          |             |
| Piper PA-44                | 03     |          |             |
| Gesamt                     | 17     | –        |             |